# Рижавка (Вінницький район)
Ри́жавка — село в Україні, у Гніванській міській громаді Вінницького району Вінницької області.

## Опис
На двох річках Потоці і Семці розмістилось село. Їх води стікають до річки Південний Буг. Місцевість рівнинна, має невеликий горбок, він височіє над селом. Став протяжний, неширокий, впритул межує з прямими городами. Колись за греблею стояв млин з водяним колесом. Тут мололи борошно грубого разового помолу. Сьогодні став — заповідна зона по збереженню дикої водоплавної птиці, особливо лебедів. Річка бере початок з потужного джерела «Безодня». Дно її — піщане, кип'яче, рухлива вода має високу прозорість і голубуватий відтінок. Безодня глибока і об'ємна, її оточує зелена, як рута, водяна рослинність.

## Історія
Назва села походить від його засновника — козака Рижкова. Перед революцією 1917 року село належало двом братам поміщикам Урбанським. Один з них господарював, його фільварок (господарський двір) знаходиться на горбі, за ставом. Там сьогодні контора місцевого господарства. Будинок другого пана знаходиться недалеко від сьогоднішнього сільського магазину. Слідів від того будинку не залишилось. Пан свою землю здавав орендатору, сам жив у Петербурзі. 
Напередодні Жовтневої революції пани Урбанські залишили село Рижавку. Дерев'яну однокупольну церкву з трьох'ярусним іконостасом закривали перед війною 1941—1945 років. У роки окупації її знову відкрили. Розібрали церкву у 1978 році. Місцеві люди не бралися за таку руйнівну роботу, район прислав військових. Церковно-приходська школа діяла при ній з 1862 року. 
Земство відкрило початкову школу в 1907 році, при ній була квартира для вчителя. 
1928 року на панськім дворі побудували приміщення чотирьохрічної школи. Пізніше стала вона семирічною, неповносередньою школою, директором працював Боровський С. О. Приміщення дев'ятирічної школи будувалось, коли головою колгоспу працював Володимир Васильович Деркач. За існуючим проектом мали будувати початкову школу-сад. За згодою будівельників, колгоспу «Луч» і Жмеринського відділу освіти будова була пристосована під неповносередню школи і дитячий садок. Пізніше дитячий садок закрили, школа має гарний вигляд, навчаються діти, і приміщення прикрашає село.
Колгосп був організований в 1929—1930 роках. Мав 1250 гектарів орної землі, 150 гектарів лісу, громадське стадо нараховувало 160 голів великої рогатої худоби, було 4 отари овець, 200 голів свиней. Люди працювали в трьох польових бригадах, 25 їздових, шість жіночих ланок по 10-12 жінок у кожній. Тракторна бригада мала чотири трактори: три — марки ХТЗ і один «Універсал». Колгосп придбав свою молотарку. Добрі врожаї збирали ланки Ганни Михайлівна Гончар, Ольги Юріївни Заворотньої, Тетяни Миколаївни Приймак. Василь Степанович Ольштинський працював у той час головою Рижавського колгоспу. В час укрупнення колгоспів у селі Рижавці створили комплексну виробничу бригаду колгоспу «Ленінський Шлях» с. Потоки. Бригадне село Рижавка з року в рік втрачало попередні позиції і доіснувало до повного знесилення. 
Семирічна школа перейшла в початкову, яку закрили. Молодих людей в селі майже не залишилось. Весілля стали рідкістю. Таких сіл по Україні було чимало. Був добрий почин «відроджувати» бригадні села, хоча б одне в районі. Наш земляк Олександр Іванович Коновал — кандидат сільськогосподарських наук, домігся державного кредиту на відновлення села. Залишив м. Київ і переїхав у село. У місті Жмеринці через партійні і державні органи добився рішення: «Про закріплення будівництва житлових будинків за економічно сильними районними організаціями з їх здачею „під ключ“ в селі Рижавці». 
Прокладені були дороги з твердим покриттям по селі до господарства новоствореного колгоспу «Луч». За короткий час в селі було збудовано 12 будинків, контору колгоспу, приміщення медпункту. Почала діяти початкова школа. Спочатку набрали перший і другий клас тих дітей, що приїхали з батьками в село і тих, що навчались в сусідній Потоцькій середній школі.

## Населення

### Мова
Розподіл населення за рідною мовою за даними перепису 2001 року:
| Мова            | Кількість | Відсоток |
| --------------- | --------- | -------- |
| українська      | 242       | 93.08%   |
| російська       | 3         | 1.15%    |
| румунська       | 1         | 0.38%    |
| інші/не вказали | 14        | 5.39%    |
| Усього          | 260       | 100%     |

## Пам'ятки
- Джерело «Потоки» — гідрологічна пам'ятка природи місцевого значення.

## Уродженці
- Антоні Урбанський — академік, доктор історичних наук, автор серії книг «Мемента кресового»
- Маслюк Михайло Григорович — український мікромініатюрист, заслужений майстер народної творчості України.
- Іван Кірімов — український політик та журналіст. Депутат України. Колишній голова Іванківської районної державної адміністрації.